# كاثرين إيدي بيفيريدغ
كاثرين إيدي بيفيريدغ (بالإنجليزية: Catherine Eddy Beveridge)‏ هي نجمة اجتماعية أمريكية، ولدت في 29 يونيو 1881، وتوفيت في 28 مايو 1970.